# My Life Would Suck Without You
My Life Would Suck Without You è il primo singolo estratto dal quarto album della cantante pop statunitense Kelly Clarkson, All I Ever Wanted. La canzone è stata scritta da Max Martin, Lukasz Gottwald e Claude Kelly.
La canzone, prodotta da Dr. Luke, è stata diffusa per la prima volta il 13 gennaio 2009 sulle radio statunitensi ed è stata pubblicata il 16 gennaio 2009 come download digitale. La data ufficiale di pubblicazione in radio è il 19 gennaio 2009.
Il singolo è stato pubblicato il 2 febbraio 2009 dall'etichetta discografica RCA.

## Video musicale
Il video della canzone è stato diretto da Wayne Isham ed è stato girato a dicembre del 2008. La preview del video è stata fatta durante uno spot pubblicitario riguardante American Idol il 28 gennaio 2009. La première del video completo è stata fatta sul sito di AT&T subito dopo la preview.

## Tracce
CD-Single (RCA 88697 463382 (Sony) / EAN 0886974633822)
CD-Single (RCA 88697 463372 (Sony) / EAN 0886974633723)
1. My Life Would Suck Without You - 3:31
2. My Life Would Suck Without You (instrumental version) - 3:33

CD-Maxi (RCA 88697 463392 (Sony) / EAN 0886974633921)
1. My Life Would Suck Without You - 3:31
2. My Life Would Suck Without You (instrumental version) - 3:33
3. Don't Waste Your Time - 3:35

- Extras: My Life Would Suck Without You (Video)

## Classifiche
| Classifica (2009) | Posizione massima |
| ----------------- | ----------------- |
| Regno Unito       | 1                 |
| Canada            | 1                 |
| Stati Uniti       | 1                 |
| Svezia            | 2                 |
| Belgio (Vallonia) | 3                 |
| Irlanda           | 4                 |
| Svizzera          | 5                 |
| Paesi Bassi       | 5                 |
| Australia         | 5                 |
| Austria           | 6                 |
| Germania          | 6                 |
| Giappone          | 7                 |
| Nuova Zelanda     | 11                |
| Belgio (Fiandre)  | 18                |
| Danimarca         | 31                |
| Spagna            | 38                |